# Liste der Monuments historiques in Jugon-les-Lacs
Die Liste der Monuments historiques in Jugon-les-Lacs führt die Monuments historiques in der französischen Gemeinde Jugon-les-Lacs auf.

## Liste der Bauwerke
| Bezeichnung       | Beschreibung                  | Standort                 | Kennzeichnung | Schutzstatus | Datum | Bild           |
| ----------------- | ----------------------------- | ------------------------ | ------------- | ------------ | ----- | -------------- |
| Kreuz             | 18. Jahrhundert               | Rue Saint-Etienne (Lage) | PA00089206    | Inscrit      | 1926  | weitere Bilder |
| Hôtel Sevoy       | Erbaut im 14./15. Jahrhundert | 4, rue du Château (Lage) | PA00089208    | Inscrit      | 1975  | weitere Bilder |
| Kirche Notre-Dame | Erbaut im 16. Jahrhundert     | (Lage)                   | PA00089207    | Inscrit      | 1926  | weitere Bilder |

## Liste der Objekte

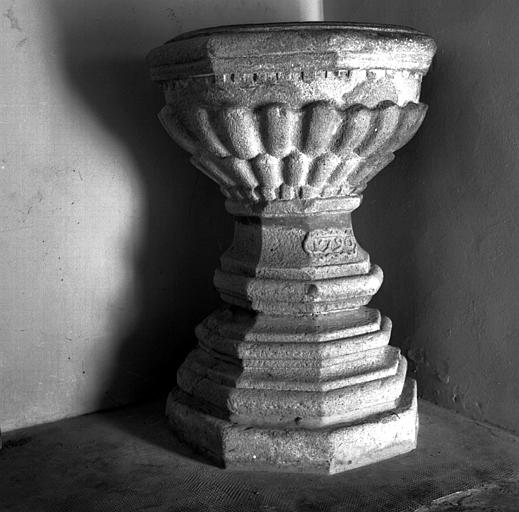
Weihwasserbecken (1790) in der Kirche Notre-Dame

- Monuments historiques (Objekte) in Jugon-les-Lacs in der Base Palissy des französischen Kultusministeriums